# Hưng Phú (phường)
Hưng Phú là một phường thuộc thành phố Cần Thơ, Việt Nam.

## Địa lý
Phường Hưng Phú có vị trí địa lý:
- Phía đông giáp tỉnh Vĩnh Long
- Phía tây giáp các phường Cái Răng, Tân An và xã Đông Phước
- Phía nam giáp xã Châu Thành
- Phía bắc giáp phường Cái Khế và phường Ninh Kiều.

Phường Hưng Phú có diện tích 40,93 km², dân số năm 2024 là 58.543 người, mật độ dân số đạt 1.430 người/km².

## Lịch sử
Ngày 30 tháng 9 năm 1970, Thủ tướng Chính phủ Việt Nam Cộng hòa ban hành Sắc lệnh số 115-SL/NV về việc cải biến xã Tân An thuộc quận Châu Thành, tỉnh Phong Dinh và các phần đất phụ cận thành thị xã Cần Thơ.
Thị xã Cần Thơ có 2 xã: Tân An, Thuận Đức, ấp Lợi Nguyên thuộc xã An Bình và ấp Bình Nhựt thuộc xã Long Tuyền.
Ngày 7 tháng 6 năm 1971, Thủ tướng Chính phủ Việt Nam Cộng hòa ban hành Nghị định số 585-NĐ/NV về việc:
- Thành lập Quận Nhứt và Quận Nhì thuộc thị xã Cần Thơ.
- Thành lập khu phố Hưng Phú thuộc Quận Nhì trên cơ sở toàn bộ 2 ấp: An Hưng, An Phú và một phần ấp Mỹ Hưng thuộc xã Thuận Đức.
- Thành lập khu phố Hưng Thạnh thuộc Quận Nhì trên cơ sở toàn bộ ấp Mỹ Thạnh và một phần của ấp Mỹ Hưng thuộc xã Thuận Đức.

Tháng 8 năm 1972, Thường vụ Khu ủy Khu 9 của phía chính quyền Cộng hòa Miền Nam Việt Nam và Việt Nam Dân chủ Cộng hòa ban hành Quyết định về việc thành lập thành phố Cần Thơ trực thuộc Khu 9 trên cơ sở thị xã Cần Thơ và 6 xã vùng ven thuộc các huyện Châu Thành, Ô Môn thuộc tỉnh Cần Thơ.
Ngày 22 tháng 8 năm 1972, Tổng trưởng Nội vụ Việt Nam Cộng hòa ban hành Nghị định số 553-BNV/HCĐP/NĐ về việc:
- Chuyển khu phố Hưng Phú thuộc thị xã Cần Thơ thành phường Hưng Phú.
- Chuyển khu phố Hưng Thạnh thuộc thị xã Cần Thơ thành phường Hưng Thạnh.

Ngày 20 tháng 9 năm 1975, Bộ Chính trị ban hành Nghị quyết số 245-NQ/TW về việc hợp nhất tỉnh Cần Thơ (ngoại trừ huyện Thốt Nốt), tỉnh Sóc Trăng, tỉnh Trà Vinh, tỉnh Vĩnh Long thành một tỉnh, tên gọi tỉnh mới cùng với nơi đặt tỉnh lỵ sẽ do địa phương đề nghị lên.
Ngày 20 tháng 12 năm 1975, Bộ Chính trị ban hành Nghị quyết số 19/NQ về việc hợp nhất tỉnh Cần Thơ (bao gồm cả huyện Thốt Nốt của tỉnh Long Xuyên), tỉnh Sóc Trăng thành một tỉnh mới, tên gọi tỉnh mới cùng với nơi đặt tỉnh lỵ sẽ do địa phương đề nghị lên.
Ngày 24 tháng 2 năm 1976, Chính phủ Cách mạng lâm thời Cộng hòa miền Nam Việt Nam ban hành Nghị định số 3/NQ/1976 về việc hợp nhất tỉnh Cần Thơ, tỉnh Sóc Trăng và thành phố Cần Thơ thành một tỉnh mới, lấy tên là tỉnh Hậu Giang.
Ngày 24 tháng 3 năm 1976, Chính phủ ban hành Quyết định số 17/QĐ-76 về việc:
- Hợp nhất ba đơn vị hành chính cấp tỉnh ngang bằng nhau là tỉnh Cần Thơ, tỉnh Sóc Trăng và thành phố Cần Thơ thành tỉnh mới, lấy tên là tỉnh Hậu Giang.
- Giải thể Quận 1 (Quận Nhứt) và Quận 2 (Quận Nhì), các phường xã trực thuộc thành phố do thành phố Cần Thơ lúc này chuyển thành thành phố trực thuộc tỉnh Hậu Giang.
- Hợp nhất hai phường Hưng Phú và Hưng Thạnh thuộc Quận Nhì cũ thành phường Thạnh Phú thuộc thành phố Cần Thơ.

Ngày 21 tháng 4 năm 1979, Hội đồng Chính phủ ban hành Quyết định số 174-CP về việc chia phường Thạnh Phú thuộc thành phố Cần Thơ thành phường Hưng Phú và xã Hưng Thạnh.
Ngày 26 tháng 12 năm 1991, Quốc hội ban hành Nghị quyết về việc chia tỉnh Hậu Giang thành tỉnh Cần Thơ và tỉnh Sóc Trăng.
Ngày 26 tháng 11 năm 2003, Quốc hội ban hành Nghị quyết số 22/2003/QH11 về việc:
- Chia tỉnh Cần Thơ thành thành phố Cần Thơ trực thuộc trung ương và tỉnh Hậu Giang.
- Chuyển các ấp An Hưng, Khánh Bình, Phú Khánh, Thạnh Hóa, Thạnh Hưng, Thạnh Phú, Thạnh Thuận và 254,19 ha diện tích cùng với 1.806 người của ấp Phú Hưng thuộc xã Phú An; các ấp Phú Thành, Phú Thạnh, Phú Thuận, Phú Thuận A và 304,61 ha diện tích cùng với 1.262 người của ấp Phú Lợi thuộc xã Đông Phú của huyện Châu Thành về thành phố Cần Thơ trực thuộc trung ương quản lý.

Ngày 2 tháng 1 năm 2004, Chính phủ ban hành Nghị định số 05/2004/NĐ-CP về việc:
- Thành lập quận Cái Răng thuộc thành phố Cần Thơ.
- Chuyển phường Hưng Phú thuộc thành phố Cần Thơ về quận Cái Răng mới thành lập quản lý.
- Thành lập phường Phú Thứ thuộc quận Cái Răng trên cơ sở 2.013,29 ha diện tích tự nhiên và 12.781 nhân khẩu của xã Phú An thuộc huyện Châu Thành.
- Thành lập phường Tân Phú thuộc quận Cái Răng trên cơ sở 806,66 ha diện tích tự nhiên và 6.386 nhân khẩu của xã Đông Phú thuộc huyện Châu Thành.

Ngày 12 tháng 6 năm 2025, Quốc hội ban hành Nghị quyết số 202/2025/QH15 về việc sắp xếp đơn vị hành chính cấp tỉnh (nghị quyết có hiệu lực từ ngày 12 tháng 6 năm 2025). Theo đó, sáp nhập tỉnh Hậu Giang và tỉnh Sóc Trăng vào thành phố Cần Thơ.
Ngày 16 tháng 6 năm 2025:
- Quốc hội ban hành Nghị quyết số 203/2025/QH15[17] về việc Sửa đổi, bổ sung một số điều của Hiến pháp nước Cộng hòa xã hội chủ nghĩa Việt Nam. Theo đó, kết thúc hoạt động của đơn vị hành chính cấp huyện trong cả nước từ ngày 1 tháng 7 năm 2025.